# 鉃村光子
鉃村 光子（てつむら みつこ、1894年1月17日 - 1956年6月4日）は、日本の料理研究家。家庭料理の第一人者。日本で初めてテレビで料理を紹介した人物。

## 来歴
広島県広島市堺町（現中区堺町）出身。のち広島市天満町（現西区天満町）に転居。生家は薬店であった。鉃村という名前の由来は、先祖が刀鍛冶であったためと伝えられている。てつの漢字は金偏に矢としている。
1929年（昭和4年）一戸栄養研究所に入学。
その後、徳川義親公爵の御膳所主任を務め、東京・赤坂に鉃村家庭料理研究所を設立。所長に就任。家庭料理研究会会長。
1953年（昭和28年）2月2日、NHKテレビ放送開始第2日目。
- （13:15 - 13:30 『ホームライブラリー』〈季節の日本料理（1）夕食の工夫[7]〉）

同番組に料理研究家として出演し、カレーライスの作り方を実演した。国内で最も早くテレビ放送を開始したのがNHKであり（民法の放送開始は1953年8月）、NHKテレビ放送開始第一日目〈1953年（昭和28年）2月1日〉には料理関係の放送がなかったことより、日本で初めてテレビで料理を紹介した料理研究家となった。ちなみに『ホームライブラリー』の料理部門が、著名な料理番組である『きょうの料理』に継承された。

## 著書
- 『お惣菜料理集:新しい栄養料理五百種』1947.6 婦人図書出版社
- 『お惣菜向き中華料理集』1948.3.20 婦人図書出版社
- 『和洋華三百六十五種の作り方:毎日のお惣菜』1948.6 主婦之友社
- 『一年中の漬物の漬け方』1949.9.20 主婦之友社　※「鉄村光子」名義